# Diana Martín Giménez
Diana Martín Giménez (Madrid, 1º aprile 1981) è una siepista e mezzofondista spagnola.

## Palmarès
| Anno | Manifestazione   | Sede           | Evento       | Risultato | Prestazione | Note                                     |
| ---- | ---------------- | -------------- | ------------ | --------- | ----------- | ---------------------------------------- |
| 2003 | Europei under 23 | Bydgoszcz      | 3000 m siepi | 17ª       | 10'51"20    |                                          |
| 2006 | Europei          | Göteborg       | 3000 m siepi | Batteria  | 9'47"52     |                                          |
| 2007 | Universiadi      | Bangkok        | 3000 m siepi | 6ª        | 10'05"22    |                                          |
| 2007 | Mondiali         | Osaka          | 3000 m siepi | Batteria  | 9'53"88     |                                          |
| 2009 | Mondiali         | Berlino        | 3000 m siepi | Batteria  | 9'42"39     |                                          |
| 2011 | Mondiali         | Taegu          | 3000 m siepi | Batteria  | 10'04"59    |                                          |
| 2012 | Europei          | Helsinki       | 3000 m siepi | 8ª        | 9'45"36     |                                          |
| 2012 | Giochi olimpici  | Londra         | 3000 m siepi | Batteria  | 9'35"77     |                                          |
| 2013 | Mondiali         | Mosca          | 3000 m siepi | 11ª       | 9'49"03     | Miglior prestazione personale stagionale |
| 2014 | Europei          | Zurigo         | 3000 m siepi | Bronzo    | 9'30"70     | Miglior prestazione personale            |
| 2016 | Europei          | Amsterdam      | 3000 m siepi | 8ª        | 9'43"65     |                                          |
| 2016 | Giochi olimpici  | Rio de Janeiro | 3000 m siepi | Batteria  | 9'44"07     |                                          |